# 沈光明
沈光明（1963年—），重庆市人，汉族，中华人民共和国政治人物、第十一届全国人民代表大会四川地区代表。
毕业于南开大学社会学专业。加入九三学社。任九三学社四川省委副主委。2008年起担任全国人大代表。